# Lepino
Lepino (deutsch Leppin) ist ein Dorf in der Woiwodschaft Westpommern in Polen. Es gehört zur Gmina Sławoborze (Landgemeinde Stolzenberg) im Powiat Świdwiński (Schivelbeiner Kreis).

## Geographische Lage
Das Dorf liegt in Hinterpommern, etwa 95 km nordöstlich von Stettin und etwa 30 km südlich von Kołobrzeg (Kolberg).
Die nächsten Nachbarorte sind im Westen Stare Ślepce (Schleps), im Norden Rokosowo (Rogzow) und im Süden Sławoborze (Stolzenberg).

## Geschichte
Die älteste überlieferte Erwähnung des Dorfes stammt aus dem Jahre 1420. Auf der Großen Lubinschen Karte des Herzogtums Pommern von 1618 ist „Leppin“ eingetragen. Jedenfalls seit dem 17. Jahrhundert war Leppin ein Lehen der adligen Familie von Blankenburg.
In Ludwig Wilhelm Brüggemanns Beschreibung des Herzogtums Vor- und Hinterpommern (1784) ist Leppin als ein sogenannter Rittersitz unter den adeligen Gütern des Fürstentums Cammin aufgeführt. In Leppin gab es damals ein Vorwerk, also den Gutsbetrieb, eine Schäferei, fünf Bauernstellen und drei Kossäten, insgesamt 15 Haushalte („Feuerstellen“). Ferner gab es eine „bereits seit 1768 eingefallene Kirche“, die eine Filialkirche der Kirche in Rogzow war. Die Kirche wurde auch später nicht wieder aufgebaut. Im 18. Jahrhundert waren Leppin und das benachbarte Rogzow lange Zeit in ein und derselben Hand.
Im Jahre 1797 verkaufte Henning Dionysius Ludewig von Blankenburg Leppin und Rogzow. Im Jahre 1804 kamen beide noch einmal an einen Angehörigen der Familie Blankenburg, doch fiel dieser 1822 in Konkurs. Bei der Zwangsversteigerung erwarb ein Kaufmann namens Normann die Güter. Im 19. Jahrhundert kam es zu weiteren Besitzwechseln. Unter den Besitzern war August von Borgstede, dessen Töchter als Schriftstellerinnen hervortraten. Der Leppiner Wald wurde vom Gut abgetrennt und von dem Gutsbesitzer und Politiker Rüdiger von der Goltz erworben. Dessen Hauptgut Kreitzig lag im benachbarten Kreis Schivelbein, und es gelang ihm, den Leppiner Wald nicht nur aus dem Gutsbezirk Leppin zu lösen, sondern ihn sogar zum Kreis Schivelbein zu legen.
Im Jahre 1895 erhielt Leppin Bahnanschluss an die Strecke Groß Jestin–Stolzenberg der Kolberger Kleinbahn. Die Strecke ist heute stillgelegt.
Um 1900 erwarb ein Ernst Klettner Leppin. Dessen Witwe und Erben bewirtschafteten Leppin bis 1945.
In politischer Hinsicht bestand seit dem 19. Jahrhundert ein eigener Gutsbezirk Leppin. Dieser umfasste zunächst 1726 Hektar, im Jahre 1895 nur noch 1038 Hektar und ab 1905 nur noch 560 Hektar. Mit der Auflösung der Gutsbezirke in Preußen wurde der Gutsbezirk Leppin im Jahre 1928 in die Landgemeinde Rogzow eingegliedert. Mit der Landgemeinde Rogzow gehörte Leppin bis 1945 zum Kreis Kolberg-Körlin der preußischen Provinz Pommern.
1945 kam Leppin, wie ganz Hinterpommern, an Polen. Die Bevölkerung wurde vertrieben. Der Ortsname wurde als „Lepino“ polonisiert.

## Entwicklung der Einwohnerzahlen
- 1816: 188[3]
- 1864: 324[3]
- 1871: 320[3]
- 1885: 335[3]
- 1895: 127[3]
- 1905: 154[3]
- 1919: 134[3]
- 1925: 143[3]

## Söhne und Töchter des Ortes
- Emmy von Borgstede (1864–1934), deutsche Schriftstellerin
- Else von Borgstede (1866–1936), deutsche Schriftstellerin